# Convoi HX 47

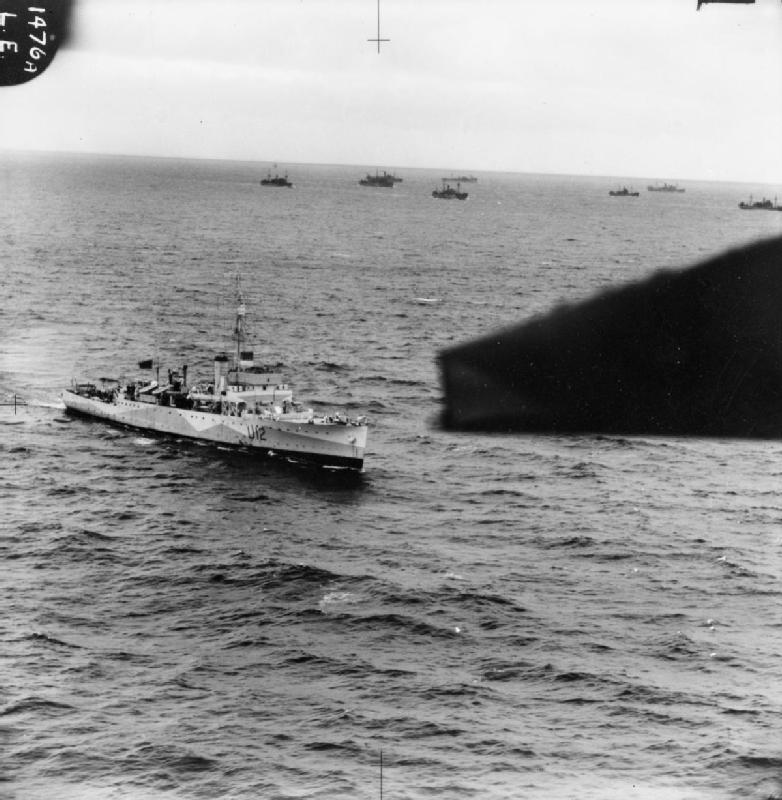
HMS Sandwich escortant un convoi

Le convoi HX 47 est un convoi passant dans l'Atlantique nord, pendant la Seconde Guerre mondiale. Il part d'Halifax au Canada le 2 juin 1940 pour différents ports du Royaume-Uni et de la France. Il arrive à Liverpool le 17 juin 1940.

## Composition du convoi
Ce convoi est constitué de 57 cargos :
- Royaume-Uni : 35 cargos
- Finlande : 1 cargo
- Suède : 1 cargo
- Norvège : 10 cargos
- Pays-Bas : 1 cargo
- Grèce : 7 cargos
- Panama : 1 cargo
- Canada : 1 cargo

20 cargos viennent d'un convoi provenant des Bermudes.

## L'escorte
Ce convoi est escorté en début de parcours par :
- Un destroyer canadien : NCSM Saguenay
- Un navire océanographique canadien : CSS Acadia
- Un croiseur auxiliaire britannique : HMS Esperance Bay

Du 14 au 17/06/40 viennent escorter le convoi les bâtiments Fowey et Sandwich.
Les navires venant des Bermudes sont escortés par le HMS Ascania,.

## Le voyage
Les deux navires d'escorte canadiens font demi tour le 3 juin. Le 14 juin, les corvettes HMS Fowey (en) et HMS Sandwich (en) se joignent à l'escorte. Ce même jour, vers 20h, le cargo britannique Balmoralwood qui a pris du retard est touché par une torpille lancée par le sous marin allemand U-47 commandé par le lieutenant de vaisseau Günther Prien. Ce navire coule deux heures plus tard sans faire de victime (50° 19′ N, 10° 28′ O). Les 41 membres d'équipage sont recueillis par le cargo Germanic. Le 15 juin, vers 1h du matin, le navire canadien Erik Boye est touchée par une torpille lancée par le sous marin allemand U-38 puis coule (50° 37′ N, 8° 44′ O). La totalité de l'équipage, soit 21 personnes, est recueilli par le HMS Fowey. Le sous marin touche dans la même attaque le navire norvégien Italia. 19 personnes sont tuées et les 16 survivants sont récupérés par le HMS Fowey.
Le HMS Esperance Bay de l'escorte quitte le convoi le 15 juin.